# 里伯主教座堂

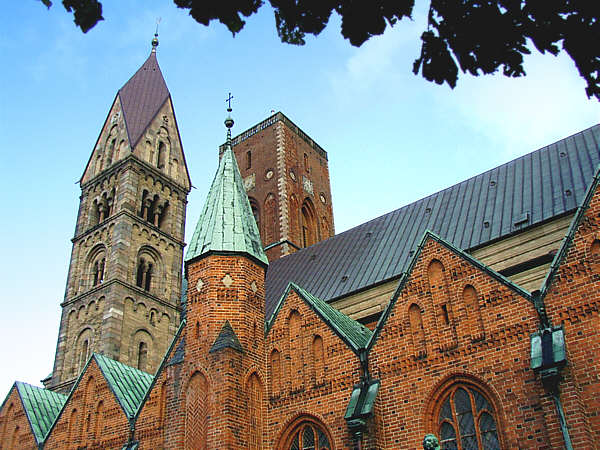

里伯主教座堂（丹麥語：Ribe Domkirke）是位於丹麥歷史古城里伯的一座教堂。里伯大教堂始建於維京時代，由一座來自漢堡的僧侶修建，是丹麥第一座基督教堂。現在里伯主教座堂是丹麥保存狀態最好的羅馬式建築。